# Abura kiri
 (juillet 2017).
Si vous disposez d'ouvrages ou d'articles de référence ou si vous connaissez des sites web de qualité traitant du thème abordé ici, merci de compléter l'article en donnant les références utiles à sa vérifiabilité et en les liant à la section « Notes et références ».

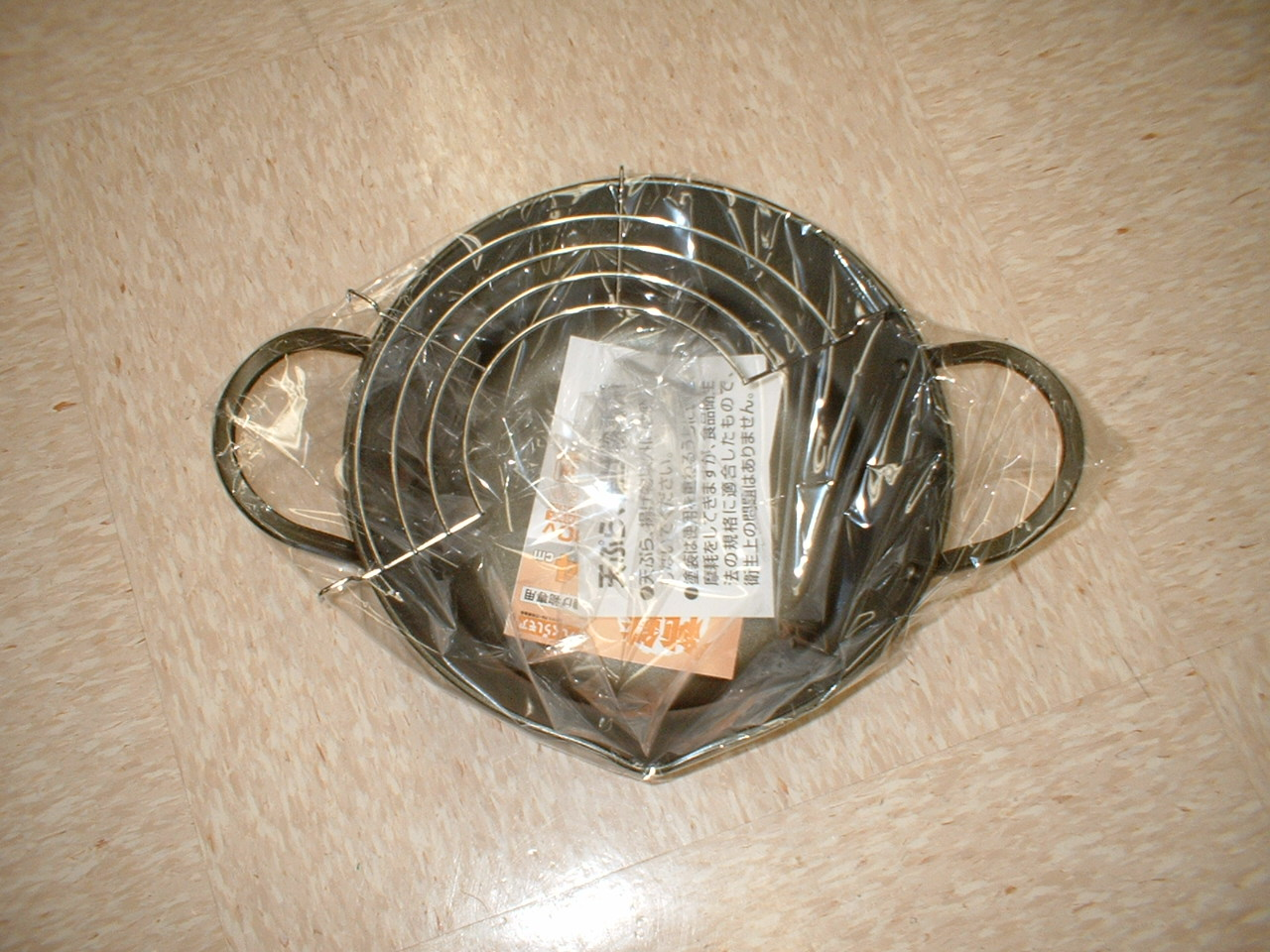
Marmite pour frire la tenpura avec un abura kiri.

L'abura kiri (油きり) est une grille de métal utilisée pour éliminer l'excès d'huile dans la cuisine japonaise.
Généralement placé dans un plat peu profond, il peut aussi faire partie du récipient dans lequel se fait la cuisson afin de récupérer l'huile et de maintenir le repas chaud. 
Selon les modèles de plats, il peut être utilisé pour présenter le repas après la friture. Il a un support, et généralement, il s'accompagne de papier absorbant pour enlever l'excès de gras de la préparation.